# Euphaedra (Euphaedrana) preussi
Euphaedra (Euphaedrana) preussi es una especie de  Lepidoptera, de la familia Nymphalidae,  subfamilia Limenitidinae, tribu Adoliadini, pertenece al género Euphaedra, subgénero (Euphaedrana).

## Subespecies
- Euphaedra (Euphaedrana) preussi pallida (Hecq, 1986)
- Euphaedra (Euphaedrana) preussi perochrata (Ungemach, 1932)
- Euphaedra (Euphaedrana) preussi preussi

## Localización
Esta especie y sus subespecies de Lepidoptera se encuentran localizadas en Camerún, Zaire, Angola y Etiopía  (África). 